# Amata ntebi
Amata n'tebi là một loài bướm đêm thuộc phân họ Arctiinae, họ Erebidae.